# Комишенка (Залісовський округ)
Коми́шенка (рос. Камышенка) — село у складі Залісовського округу Алтайського краю, Росія.
Стара назва — Комишинка.

## Населення
Населення — 6 осіб (2010; 17 у 2002).
Національний склад (станом на 2002 рік):
- мордовці — 76 %